# Dani kruha i plodova zemlje – Špionica
Dani kruha i plodova zemlje u Špionici Srednoj je manifestacija koju organizira HKD Napredak iz Srebrenika.
HKD Napredak organizira manifestacije i sadržaje kojima nastoje obilježiti katoličke blagdane na ovim prostorima. Dane kruha i plodova zemlje organizira od 2006. godine.